# Laura Robson
Laura Robson (ur. 21 stycznia 1994 w Melbourne) – brytyjska tenisistka, srebrna medalistka Letnich Igrzysk Olimpijskich 2012 w grze mieszanej, zdobywczyni nagrody WTA w kategorii „Debiut Roku” (2012).

## Kariera tenisowa
Urodzona w Australii, w wieku 18 miesięcy przeniosła się z rodziną do Singapuru, skąd w wieku 6 lat przeprowadziła się na stałe do Wielkiej Brytanii, którą reprezentowała.
Na koncie Robson jako juniorki znajdowały się zwycięstwa w turniejach w Vierumäki, Leeuwarden, dwukrotnie w Bradenton oraz, jako największy sukces w karierze, w turnieju gry pojedynczej dziewcząt podczas Wimbledonu, który wygrała w wieku 14 lat i 166 dni.
Podczas Letnich Igrzysk Olimpijskich 2012 rozgrywanych na trawiastych kortach Wimbledonu zdobyła srebrny medal w rywalizacji mikstowej. Jej partnerem był Andy Murray. W finale ulegli Wiktoryi Azarance i Maksowi Mirnemu 6:2, 3:6, 8–10.
Jej największymi sukcesami w turniejach wielkoszlemowych były czwarte rundy US Open 2012 i Wimbledonu 2013.
We wrześniu 2012 roku osiągnęła jedyny finał turnieju tenisowego zaliczanego do cyklu WTA. Miało to miejsce w chińskim Kantonie, gdzie w finale uległa Hsieh Su-wei. W marcu 2013 roku osiągnęła w Miami pierwszy finał zawodów deblowych. Razem z Lisą Raymond przegrały z Nadieżdą Pietrową i Katariną Srebotnik 1:6, 6:7(2).
W 2017 roku razem z Jocelyn Rae awansowały do spotkania finałowego zawodów deblowych w Nottingham. Przegrały w nim 4:6, 6:4, 4–10 z deblem Monique Adamczak–Storm Sanders.
16 maja 2022 poinformowała o zakończeniu kariery zawodowej.

## Finały turniejów WTA
| Legenda                     | Legenda |
| --------------------------- | ------- |
| Wielki Szlem                |         |
| Igrzyska olimpijskie        |         |
| WTA Tour Championships      |         |
| 2009 – 2020                 |         |
| WTA Premier Mandatory       |         |
| WTA Premier 5               |         |
| WTA Premier                 |         |
| WTA International Series    |         |
| WTA 125K series (2012–2020) |         |

### Gra pojedyncza 1 (0–1)
| Końcowy wynik | Nr | Data             | Turniej | Nawierzchnia | Przeciwniczka | Wynik finału  |
| ------------- | -- | ---------------- | ------- | ------------ | ------------- | ------------- |
| Finalistka    | 1. | 22 września 2012 | Kanton  | Twarda       | Hsieh Su-wei  | 3:6, 7:5, 4:6 |

### Gra podwójna 2 (0–2)
| Końcowy wynik | Nr | Data            | Turniej    | Nawierzchnia | Partnerka    | Przeciwniczki                        | Wynik finału   |
| ------------- | -- | --------------- | ---------- | ------------ | ------------ | ------------------------------------ | -------------- |
| Finalistka    | 1. | 31 marca 2013   | Miami      | Twarda       | Lisa Raymond | Nadieżda Pietrowa Katarina Srebotnik | 1:6, 6:7(2)    |
| Finalistka    | 2. | 18 czerwca 2017 | Nottingham | Trawiasta    | Jocelyn Rae  | Monique Adamczak Storm Sanders       | 4:6, 6:4, 4–10 |

### Gra mieszana 1 (0–1)
| Końcowy wynik | Nr | Data            | Turniej | Nawierzchnia | Partner     | Przeciwnicy                   | Wynik finału   |
| ------------- | -- | --------------- | ------- | ------------ | ----------- | ----------------------------- | -------------- |
| Finalistka    | 1. | 5 sierpnia 2012 | Londyn  | Trawiasta    | Andy Murray | Wiktoryja Azaranka Maks Mirny | 6:2, 3:6, 8–10 |

## Wygrane turnieje rangi ITF
| turnieje z pulą nagród 100 000 $         |
| turnieje z pulą nagród 75 000 – 80 000 $ |
| turnieje z pulą nagród 50 000 – 60 000 $ |
| turnieje z pulą nagród 25 000 $          |
| turnieje z pulą nagród 15 000 $          |
| turnieje z pulą nagród 10 000 $          |

### Gra pojedyncza
|    | Data       | Turniej     | ($)    | Naw.     | Finalistka       | Wynik    |
| 1. | 09/11/2008 | Sunderland  | 10 000 | twarda   | Samantha Vickers | 6:3, 6:2 |
| 2. | 14/08/2016 | Landisville | 25 000 | twarda   | Julia Elbaba     | 6:0, 6:0 |
| 3. | 21/05/2017 | Kurume      | 60 000 | dywanowa | Katie Boulter    | 6:3, 6:4 |

## Finały juniorskich turniejów wielkoszlemowych

### Gra pojedyncza (3)
| Końcowy wynik | Rok  | Turniej         | Nawierzchnia | Przeciwniczka           | Wynik finału  |
| Zwyciężczyni  | 2008 | Wimbledon       | Trawiasta    | Noppawan Lertcheewakarn | 6:3, 3:6, 6:1 |
| Finalistka    | 2009 | Australian Open | Twarda       | Ksienija Pierwak        | 3:6, 1:6      |
| Finalistka    | 2010 | Australian Open | Twarda       | Karolína Plíšková       | 1:6, 6:7(5)   |